# Eden Sher
Pour les articles homonymes, voir Sher.
Eden Sher, née le 26 décembre 1991 à Los Angeles (Californie), est une actrice et réalisatrice américaine.
Elle a été révélée en 2006 à la télévision dans la série Weeds. Elle accède ensuite à une notoriété plus importante grâce à son rôle de Sue Heck dans la série télévisée The Middle. À la suite du succès de la série, elle est la voix du personnage principal de la série d'animation Star Butterfly.

## Biographie
Eden Sher est née à Los Angeles, en Californie le 26 décembre 1991. Elle a un grand frère et un petit frère.
Eden a annoncé en mars 2019 qu'elle était fiancée au scénariste Nick Cron-Devico. Ils se sont mariés le 12 juillet 2020.

## Carrière
Eden Sher a commencé sa carrière d'actrice à l'âge de huit ans. Elle est apparue dans The Tonight Show with Jay Leno, dans le court-métrage Stuck (en) et dans des publicités pour Capital One et Pebbles cereal (en).
En 2006, elle a le rôle récurrent de Gretchen dans la seconde saison de Weeds. La même année, elle décroche un autre rôle récurrent dans une série, celui de Carrie Fenton dans Sons and Daughters.
Entre 2009 et 2018, elle joue le rôle de Sue Heck dans la série The Middle.
De 2015 à 2019, elle a joué le rôle de Star Butterfly dans la série d'animation Star Butterfly. Par la suite, elle tient des rôles dans Veronica Mars et Temps. En 2017, elle tient le rôle principal du film Les Parias.

## Filmographie

### Cinéma

#### Longs métrages
- 2014 : Veronica Mars : Penny
- 2016 : Temps : Amy
- 2017 : Les Parias : Mindy Lipschitz
- 2018 : Step Sisters (en) : Beth

#### Courts métrages
- 2001 : Stuck (en) : Caterpillar

### Télévision

#### Séries télévisées
- 2006 : Weeds : Gretchen (Rôle récurrent, 8 épisodes)
- 2006 : Sons and Daughters : Carrie Fenton (Rôle récurrent, 11 épisodes)
- 2007 : Newport Beach (The O.C.) : Jane (Invitée, épisode "The Dream Lover")
- 2008 : The Middleman : Cindy Marshall (Invitée, épisode "The Boyband Superfan Interrogation")
- 2009 : Party Down : Monica McSpadden (Invitée, épisode "Willow Canyon Homeowners Annual Party")
- 2009 : Sonny : Lucy (Invitée, épisode "Three's Not Company")
- 2009—2018 : The Middle : Sue Heck (Rôle principal, 215 épisodes)
- 2009 : Party Down : Monica McSpadden
- 2010 : Stalker Chronicles : Jenny
- 2012 : Paire de rois : Billie
- 2014 : Scotch Moses : Claire
- 2016 : Sing It! (en) : Jessica
- 2018 : Superstore : Penny (Invitée, saison 4 épisode 6 "Le congé maternité")
- 2019 : Jane the Virgin : PJ (3 épisodes)
- 2023 : Lopez contre Lopez : June
- 2023 : How I Met Your Father : Deirdre (Invitée, saison 2 épisode 4 "le Retour d'une vieille amie")

#### Séries télévisées d'animation
- 2017—2019 : Star Butterfly : Star Butterfly (voix, 77 épisodes)

#### Téléfilms
- 2019 : Sue Sue in the City : Sue Heck

## Récompenses
- 2013 : Critics' Choice Television Awards : Meilleure actrice dans un second rôle dans une série comique pour The Middle.